# 傅培梅
傅 培梅（フー・ペイメイ、1931年 - 2004年）は、台湾の料理研究家。
台湾では著名な料理研究家であり、長年にわたって台湾電視公司の料理番組に出演していた。台湾の主婦層からの支持は特に高く、料理番組やレシピ本は人気であり、料理番組の放送翌日には番組で使われた食材が市場で売り切れることもあった。
統一企業が製造販売する人気カップラーメンシリーズの「満漢大餐」を考案し、日本企業が台湾進出する際のサポートも行った。

## 略歴
関東州大連市（現・中華人民共和国遼寧省大連市）に生まれる。日本語教育を受けて育ったことで、日本語による会話も行えた。
1949年に台湾へ移住。1961年より自宅で料理教室を開催するようになる。1962年に台湾電視公司でテレビ放送が始まると料理番組を担当するようになった。
1970年代から1980年代には、フィリピン、日本、シンガポール、香港、大韓民国、マレーシア、オーストラリア、南アフリカ共和国、アメリカ合衆国、オランダなどを歴訪し、中華料理を教えた。1978年から1983年には日本のフジテレビの料理番組『奥さまクッキング』に出演して中華料理を教えている。フィリピンでは傅の音声をタガログ語に吹き替えた料理番組が放映されていた。アメリカでも台北経済文化代表処の要請からテレビ出演を行っている。
長女の程安琪は1974年のテレビドラマ『包青天』（包拯#テレビドラマ『包青天』も参照のこと）などに出演した女優でもあり、料理研究家でもある。傅の料理番組『傅培梅時間』では傅が亡くなるまで、司会として共演した。

## 料理本
料理本『培梅食譜』を1969年、1974年、1979年に上梓しているが、1969年版は中華料理を東、西、南、北の四大体系に分けて説明しており、こういった中華料理の分類を行った最初期の料理本の1つとなっている。『培梅食譜』の中で傅は「中国の地方料理を4つに分類することはインテリの中国人読者は単純すぎると反対するかもしれないが、外国人読者が中国各地方料理の違いを容易に把握するのには良い方法である」としている。
1969年版には、家庭料理とは言い難い北京ダックやアメリカ風中華料理のチャプスイなども掲載されている。1969年当時の台湾（中華民国）は国際的な影響力が絶頂を迎えていた時期でもあり、中華民国の歴史を孫文にさかのぼって、中華料理を中華民国の料理として宣伝することのできた時代でもあった。1971年に国際連合総会において中華人民共和国の中国代表権を認める決議を下し、中華民国が国際連合にとどまれなくなった以降の版である1974年版、1979年版では台湾の政治的名声にかかわる記述は大幅に削除され、中華料理の文化的な面を記し、台湾を中国全土の料理が食べられる場所として提示すると共に、福建料理、湖南料理と共に台湾料理を独自の地方料理の系統として分類している。
なお、「台湾だけが本物の中華料理の伝統を保持している」という考え方は、傅に限ったものではなく、当時の中国国民党の主張の一部でもあり、当時の台湾ではありふれた考え方である。
1990年代以降は、傅以外からも台湾料理の料理本の出版が相次ぎ、中でも阿基師が出演するテレビ番組と料理本は人気となり、傅の人気を継ぐ形となった。

## 傅培梅を題材にした作品
- 五味八珍的歲月（中国語版） - 傅の自伝小説。
  - 料理が冷めないうちに（中国語版） - 上記自伝小説を元にしたテレビドラマ。台湾電視公司で2017年放映。アンバー・アン（英語版）が傅培梅を演じた。Netflixでも公開されている。
    - 五味八珍的歲月 - 左萱（中国語版）によるコミカライズ[1]。全1巻。ISBN 978-9866081859